# The Dandy Warhols
The Dandy Warhols ist eine US-amerikanische Rockband, die 1994 in Portland, Oregon gegründet wurde. Ihr Name ist eine Anspielung auf den Künstler Andy Warhol.

## Geschichte
Im Jahre 1994 gründete sich The Dandy Warhols, bestehend aus Frontmann Courtney Taylor-Taylor (Gesang und Gitarre), Peter Holmström (Gitarre), Zia McCabe (Keyboard) und Eric Hedford (Schlagzeug). Die Gruppe ist musikalisch dem Psychedelic Rock bzw. Power Pop am nächsten einzuordnen. Sie ist zudem vom Rock ’n’ Roll und dem Garagenrock beeinflusst. Der Name der Band leitet sich von dem Pop-Art-Künstler Andy Warhol ab, der sich besonders in den 60er Jahren in den USA großer Beliebtheit erfreute und in dessen Kreis in New York die Band Velvet Underground, von der The Dandy Warhols musikalisch stark beeinflusst ist, zeitweise lebte.
Courtney Taylor-Taylor und Peter Holmström hatten sich bereits im Alter von 14 Jahren in einem Musikcamp in Oregon kennengelernt. Taylor-Taylor begann in einer Glam-Rock-Band namens Beauty Stab Schlagzeug zu spielen. Nachdem beide das College abgeschlossen hatten, beschlossen sie, gemeinsam eine Rockband zu gründen.
Das erste Album erschien im Jahr 1995 unter dem Titel Dandy’s Rule OK? Capitol Records nahm die Band noch im selben Jahr unter Vertrag. Trotzdem wollte das neue Label das zweite Album der Band mit der Begründung, es enthalte keine Hits, nicht veröffentlichen. Enttäuscht, aber nicht entmutigt, machte sich die Band daran, weiterzuproben und neue Lieder zu schreiben. Im Jahr 1997 kam dann das Album Dandy Warhol’s Come Down auf den Markt. Obwohl das Album nicht zum ersehnten Durchbruch in den USA führte, wurde die Band in Europa mehr und mehr zu einem Geheimtipp. Die erhöhten Verkaufszahlen in Europa führten schließlich dazu, dass die Single Not If You Were the Last Junkie on Earth als Musikvideo von dem Starfotografen David LaChapelle verfilmt wurde. Der Schlagzeuger Eric Hedford verließ die Gruppe im Jahr 1998. Ihn ersetzte Taylors Cousin Brent DeBoer. Den endgültigen Durchbruch schaffte die Band im Jahr 2002 mit dem Titel Bohemian Like You vom im Jahr 2000 veröffentlichten Album Thirteen Tales from Urban Bohemia, der in einer Vodafone-Werbung als Hintergrundmusik zu hören war. Im gleichen Jahr heiratete Peter Holmström seine langjährige Freundin und nahm ihren Geburtsnamen Loew an. Das 2003 erschienene Album Welcome to the Monkey House ist in Zusammenarbeit mit Mitgliedern der Gruppe Duran Duran entstanden. Im März 2005 sorgte die damals mit ihrem ersten Kind Matilda Louise hochschwangere Keyboarderin Zia McCabe für Schlagzeilen, als sie nackt für die Webseite SuicideGirls posierte. Im September 2005 wurde das fünfte Album, Odditorium or Warlords of Mars, veröffentlicht. Die Single-Auskopplung Smoke It wurde wegen der darin enthaltenen Aufforderung, Marihuana zu rauchen, von den meisten amerikanischen Radiostationen boykottiert.
Die Band steuerte mit We Used to Be Friends auch das Titellied zur Serie Veronica Mars und mit Solid zu American Campus bei.

## Diskografie

### Alben
| Jahr | Titel                             | Höchstplatzierung, Gesamtwochen, AuszeichnungChartplatzierungen (Jahr, Titel, Platzierungen, Wochen, Auszeichnungen, Anmerkungen) | Höchstplatzierung, Gesamtwochen, AuszeichnungChartplatzierungen (Jahr, Titel, Platzierungen, Wochen, Auszeichnungen, Anmerkungen) | Höchstplatzierung, Gesamtwochen, AuszeichnungChartplatzierungen (Jahr, Titel, Platzierungen, Wochen, Auszeichnungen, Anmerkungen) | Höchstplatzierung, Gesamtwochen, AuszeichnungChartplatzierungen (Jahr, Titel, Platzierungen, Wochen, Auszeichnungen, Anmerkungen) | Anmerkungen                              |
| Jahr | Titel                             | DE | CH | UK | US | Anmerkungen                              |
| ---- | --------------------------------- | --- | --- | --- | --- | ---------------------------------------- |
| 1997 | Come Down                         | — | — | UK16 Gold · (9 Wo.)UK | — | Erstveröffentlichung: 15. Juli 1997      |
| 2000 | Thirteen Tales from Urban Bohemia | — | — | UK32 Gold · (24 Wo.)UK | US182 (1 Wo.)US | Erstveröffentlichung: 12. Juni 2000      |
| 2002 | Dandy Warhols                     | — | — | UK93 (2 Wo.)UK | — | Erstveröffentlichung: 9. Oktober 2002    |
| 2003 | Welcome to the Monkey House       | DE75 (1 Wo.)DE | CH83 (2 Wo.)CH | UK20 (4 Wo.)UK | US118 (2 Wo.)US | Erstveröffentlichung: 5. Mai 2003        |
| 2005 | Odditorium or Warlords of Mars    | — | CH85 (1 Wo.)CH | UK67 (1 Wo.)UK | US89 (1 Wo.)US | Erstveröffentlichung: 13. September 2005 |
| 2008 | Earth to the Dandy Warhols        | — | — | — | US128 (1 Wo.)US | Erstveröffentlichung: 5. Mai 2008        |
| 2012 | This Machine                      | — | CH65 (1 Wo.)CH | — | US88 (1 Wo.)US | Erstveröffentlichung: 24. April 2012     |
| 2016 | Distortland                       | — | CH84 (1 Wo.)CH | — | — | Erstveröffentlichung: 8. April 2016      |

Weitere Alben
- 1995: Dandys Rule OK?
- 2004: The Black Album / Come On Feel the Dandy Warhols (nur über die Website der Band beziehbar)
- 2009: The Dandy Warhols Are Sound
- 2019: Why You So Crazy

### Singles
| Jahr | Titel Album                                                           | Höchstplatzierung, Gesamtwochen, AuszeichnungChartplatzierungen (Jahr, Titel, Album, Platzierungen, Wochen, Auszeichnungen, Anmerkungen) | Höchstplatzierung, Gesamtwochen, AuszeichnungChartplatzierungen (Jahr, Titel, Album, Platzierungen, Wochen, Auszeichnungen, Anmerkungen) | Höchstplatzierung, Gesamtwochen, AuszeichnungChartplatzierungen (Jahr, Titel, Album, Platzierungen, Wochen, Auszeichnungen, Anmerkungen) | Höchstplatzierung, Gesamtwochen, AuszeichnungChartplatzierungen (Jahr, Titel, Album, Platzierungen, Wochen, Auszeichnungen, Anmerkungen) | Anmerkungen                     |
| Jahr | Titel Album                                                           | DE | AT | CH | UK | Anmerkungen                     |
| ---- | --------------------------------------------------------------------- | --- | --- | --- | --- | ------------------------------- |
| 1998 | Every Day Should Be a Holiday Come Down                               | — | — | — | UK29 (2 Wo.)UK |                                 |
| 1998 | Not If You Were the Last Junkie on Earth Come Down                    | — | — | — | UK13 (4 Wo.)UK |                                 |
| 1998 | Boys Better Come Down                                                 | — | — | — | UK36 (2 Wo.)UK |                                 |
| 2000 | Get Off Thirteen Tales from Urban Bohemia                             | — | — | — | UK34 (4 Wo.)UK |                                 |
| 2000 | Bohemian Like You Thirteen Tales from Urban Bohemia                   | DE42 (13 Wo.)DE | — | CH49 (11 Wo.)CH | UK5 Platin · (12 Wo.)UK |                                 |
| 2001 | Godless Thirteen Tales from Urban Bohemia                             | — | — | — | UK66 (1 Wo.)UK |                                 |
| 2003 | We Used to Be Friends Welcome to the Monkey House                     | — | — | — | UK18 (3 Wo.)UK |                                 |
| 2003 | You Were the Last High Welcome to the Monkey House                    | — | — | — | UK34 (2 Wo.)UK |                                 |
| 2003 | Plan A Welcome to the Monkey House                                    | — | — | — | UK66 (2 Wo.)UK |                                 |
| 2005 | Smoke It Odditorium or Warlords of Mars                               | — | — | — | UK59 (1 Wo.)UK |                                 |
| 2005 | All the Money Or the Simple Life Honey Odditorium or Warlords of Mars | — | — | — | UK83 (1 Wo.)UK |                                 |
| 2006 | Horny as a Dandy –                                                    | DE40 (9 Wo.)DE | AT13 (11 Wo.)AT | CH30 (11 Wo.)CH | UK17 (6 Wo.)UK | Mousse T. vs. The Dandy Warhols |

Weitere Singles
- 1994: Little Drummer Boy
- 1995: The Dandy Warhols T.V. Theme Song
- 1995: Ride
- 1998: Good Morning
- 2006: Have a Kick Ass Summer (nur über iTunes beziehbar)
- 2007: Good Luck Chuck (nur über iTunes beziehbar)
- 2008: The World Come On
- 2008: Mission Control[2]
- 2008: Mis Amigos
- 2009: Blackbird
- 2012: Sad Vacation
- 2012: The Autumn Carnival
- 2015: Chauncey P. vs. All the Girls in London
- 2016: You Are Killing Me
- 2016: STYGGO
- 2016: Catcher in the Rye
- 2018: Be Alright
- 2019: Motor City Steel

## Auszeichnungen für Musikverkäufe
| Goldene Schallplatte - Australien - 2001: für das Album Thirteen Tales from Urban Bohemia - 2004: für das Album Welcome to the Monkey House |

Anmerkung: Auszeichnungen in Ländern aus den Charttabellen bzw. Chartboxen sind in ebendiesen zu finden.
| Land/RegionAuszeichnungen für Musikverkäufe (Land/Region, Auszeichnungen, Verkäufe, Quellen) | Gold     | Platin  | Verkäufe | Quellen     |
| -------------------------------------------------------------------------------------------- | -------- | ------- | -------- | ----------- |
| Australien (ARIA)                                                                            | 2× Gold2 | —       | 70.000   | aria.com.au |
| Vereinigtes Königreich (BPI)                                                                 | 2× Gold2 | Platin1 | 800.000  | bpi.co.uk   |
| Insgesamt                                                                                    | 4× Gold4 | Platin1 |          |             |

## Filmografie
- 1998: WeT!
- 2004: DiG!